# Анчийская епархия
Анчийская епархия (груз. ანჩის საეპისკოპოსო) — одна из древнейших епархий Грузинской православной церкви, существовавшая на территории исторической Кларджети (в настоящее время — северо-восток современной Турции). По предположениям исследователей, основана в VI—VII веках.

## География и границы
Анчийская епархия, по всей видимости, была учреждена в VI–VII веках. В эпоху деятельности Григория Кандзтийского она являлась единственной епархией, охватывавшей весь регион Кларджети и Шавшети. Район так называемых «Двенадцати пустыней», непосредственно примыкавший к монастырю Тбети, входил в состав Анчийской епархии. Об этом свидетельствует Георгий Мерчуле: он отмечает, что священники и диаконы пустынь Кларджети были рукополагаемы исключительно епископами из Анча.
При этом для рукоположения нового епископа необходимо было согласие монастырей:
«Если же не будет признано согласие всех отцов пустынь как подлинное свидетельство веры, то католикос не имеет права рукоположить кого-либо епископом, ибо не будет это признано справедливым и законным решением».
После смерти Григория Кандзтийского, архимандритство в упомянутых монастырях было передано епископу из Анча, что подчёркивает значимость и влияние Анчийской кафедры. В ту эпоху вся Кларджети и Шавшети, включая район «Двенадцати пустыней», подчинялись Анчийской епархии.
Во времена Ашота Кухи, в начале X века, из Анчийской епархии была выделена новая — Тбетская епархия. Граница между ними проходила по реке Самцкарисцкали (тур. Aşağıırmak), которая также служила природной границей между Кларджети и Шавшети. Деревня Норгали (ныне не существует), упоминаемая у Мерчуле как часть Шавшети, находилась на правом берегу этой реки. Таким образом, территория Анчийской епархии охватывала земли Кларджети, а центр Шавшетской епархии располагался в Тбети.
Село Анча (тур. İncilli), где находился кафедральный собор епархии, расположено на левом берегу вышеуказанной реки.

## История
По сведениям Георгия Мерчуле, уже в IX–X веках под юрисдикцией епископа находились обширные территории, включая окрестности Артануджи, пустынные монастыри Кларджети, земли по обе стороны ущелья Лигани, доходившие до реки Борчхисцкали и Гонио. Монастыри Кларджети, входившие в епархию, изначально управлялись отдельными архимандритами, однако позднее их управление было передано епископу из Анчи, носившему титул «архимандрит Двенадцати пустыней и архиепископ Анчи».
Анчийские епископы подчинялись католикосу Мцхеты и занимали почётное 11-е место в иерархии, между епископами Ишхани и Тбети, во время коронаций царей и интронизации католикосов.
Согласно Амасийскому договору 1555 года, регион окончательно отошёл Османской империи. При турецком владычестве епархия была ликвидирована. К 1664 году епархия опустела. В том же году главный образ кафедрального собора — икона Спасителя — был перевезён в Тбилиси католикосом Доментием III и помещён в кафедральный собор, который с тех пор получил название Анчисхати.
Собор Спасителя в Анчи сохранялся практически в первозданном виде до XIX века. Когда в 1879 году грузинский историк Дмитрий Бакрадзе посетил Кларджети, храм уже был разрушен. В 1904 году оставшиеся части собора описал и зафиксировал Николай Марр. В настоящее время на месте храма сохранились лишь руины; некоторые орнаментированные камни встроены в стены сельской мечети и жилых домов.

## Политическая роль
Анчийская епархия играла заметную роль в политической жизни. В IX веке известен случай, когда епископ Цкири занял кафедру при поддержке арабского эмира Тбилиси, что вызвало недовольство паствы. В XI веке епископ Эзра Анчийский поддерживал политику царя Баграта IV. Во второй половине XV века, на фоне борьбы князей Самцхе-Саатабаго за церковную автономию, Анчийская епархия первоначально выступала союзником атабегов, но с их поражением перешла на сторону центральной власти и католикоса-патриарха.

## Список анчийских епископов
Ниже представлен список известных анчийских архиереев:
- Захария Анчийский — упоминается в «Житие Григория Хандзтели».
- Цкири Анчийский — упоминается в «Житие Григория Хандзтели»; в IX веке занял кафедру с помощью арабского эмира Тбилиси, что вызвало недовольство паствы.
- Макарий Анчийский (910–975) — при нём было составлено «Житие Григория Хандзтели». В момент смерти святого (861 год) уже занимал анчийскую кафедру.
- Езра Анчийский (1015–1058) — сторонник царя Баграта IV в противостоянии с Византией; автор хвалебного гимна святому Евфимию Иверскому.
- Феодор I Анчийский (1060–1094) — управлял епархией в годы укрепления грузинской государственности.
- Иоанн I Анчийский, Ркнаэли (1179–1205) — по указанию царицы Тамар украсил образ Спасителя, известный как «Анчийский Спас»).
- Феодор II Анчийский (1205–1248) — приобрёл знаменитое «Анчиское Евангелие», написанное на пергаменте писцом Софронием; рукопись была художественно оформлена мастером Захаром Бега в 1194 году.
- Иоанн II Анчийский (1271–1319) — возглавлял епархию в период политической нестабильности.
- Феофан Анчийский (1320–1369) — управлял кафедрой в XIV веке.
- Херувим Анчийский (1451–1492) — сын Абела, известен тем, что под залог храма Анчисхати предоставил письмо о верности католикосу Давиду.